# Ibrahim ibn al-Walid
Ibrahim ibn Al-Walid (ukendt fødselsår, død 25. januar 750) (arabisk: ابراهيم ابن الوليد بن عبد الملك)  
var søn af kalif al-Walid 1. og var selv i 744 kortvarigt kalif af Umayyade-kalifatet, indtil han abdicerede og gik i skjul i frygt for sine politiske modstandere.